# Michele Cotumacci
Michele Cotumacci (Villa Santa Maria, 1682 – 1750) è stato un musicista italiano.
Studiò a Napoli al conservatorio della Pietà dei Turchini con maestri Francesco Provenzale e Gennaro Ursino.
Molte sue opere sono andate perdute.
L'unica sua opera giunta fino a noi è Progressi che tratta della fede di San Francesco di Sales.
Probabilmente fu parente di Carlo Cotumacci.